# Pallacanestro Treviso 1980-1981

Roster Liberti Pallacanestro Treviso 1980-81
| Num. | Naz.                   | Nome                |
| ---- | ---------------------- | ------------------- |
| 4    | Italia (bandiera)      | Francesco Cervellin |
| 5    | Italia (bandiera)      | Paolo Pressacco     |
| 6    | Italia (bandiera)      | Fabrizio Bertolini  |
| 7    | Italia (bandiera)      | Aldo Ermano         |
| 8    | Italia (bandiera)      | Marco Marini        |
| 9    | Italia (bandiera)      | Paolo Vazzoler      |
| 10   | Italia (bandiera)      | Riccardo Oeser      |
| 11   | Italia (bandiera)      | Andrea Frezza       |
| 12   | Italia (bandiera)      | Ezio Riva           |
| 14   | Italia (bandiera)      | Adriano Zin         |
| 15   | Italia (bandiera)      | Stefano Bechini     |
| 16   | Stati Uniti (bandiera) | Tom Scheffler       |
| 20   | Stati Uniti (bandiera) | Glenn Mosley        |